# ديفيد براندون (لاعب كرة قدم أمريكية)
ديفيد براندون (بالإنجليزية: David Brandon)‏ هو لاعب كرة قدم أمريكية أمريكي، ولد في 9 فبراير 1965 في ممفيس في الولايات المتحدة.

## وصلات خارجية
- ديفيد براندون على موقع مرجع كرة القدم المحترفة.كوم (الإنجليزية)
- ديفيد براندون على موقع JustSportsStats.com (الإنجليزية)